# Florent Sinama-Pongolle
Florent Stéphane Sinama-Pongolle (Saint-Pierre, 20 ottobre 1984) è un ex calciatore francese, di ruolo attaccante.

## Caratteristiche tecniche
Nel 2001 è stato inserito nella lista dei migliori calciatori stilata da Don Balón.

## Carriera
Cresciuto nelle giovanili del Saint-Pierroise nel 2001 viene acquistato dal Liverpool che lo cede in prestito in Francia, al Le Havre, dove rimane per due stagioni insieme al cugino Anthony Le Tallec, collezionando 42 presenze e 7 gol. Esordisce in Ligue 2 il 18 agosto 2001, entrando in campo all'81' al posto di Jean-Michel Lesage nella partita terminata a reti inviolate in casa dell'Olympique Nîmes. Il 9 novembre entra al 76' al posto di Alain Caveglia e segna il terzo gol della sua squadra nella partita vinta per 5-0 contro il Martigues.
Il 13 novembre gioca la sua prima partita da titolare, in occasione della trasferta in Corsica contro l'Ajacco persa per 3-0. Il 17 novembre segna il gol della vittoria nella partita vinta per 1-0 in casa dell'OGC Nizza. Conclude la prima stagione con 11 presenze e due gol e il Le Havre ottiene la promozione in Ligue 1. Debutta in massima serie il 3 agosto 2002, giocando da titolare nella partita vinta per 2-1 a Nizza. Il 17 agosto, in casa del Racing Club de Strasbourg, segna su rigore il primo gol in Ligue 1 e regala alla sua squadra il pareggio per 1-1. A fine stagione colleziona 31 presenze e 5 gol.
Nel 2003 entra a far parte della prima squadra del Liverpool. Nella prima stagione colleziona 15 presenze e segna due reti. Esordisce il 15 ottobre 2003 in un incontro di Coppa UEFA giocata ad Anfield Road e vinta per 3-0 contro gli sloveni dell'Olimpia Lubiana, subentrando al 62' ad Anthony Le Tallec, che ha raggiunto Liverpool come lui. Il 18 ottobre debutta in FA Premier League entrando in campo al 64' al posto di El Hadji Diouf nella partita persa per 1-0 a Fratton Park contro il Portsmouth FC. Nella giornata successiva segna il suo primo gol nella partita vinta per 3-1 contro il Leeds United.
Nella stagione 2004-2005 scende in campo contro il Grazer AK in una partita delle qualificazioni alla Champions League. Ottenuta la qualificazione, esordisce nella fase a gironi il 19 ottobre 2004, venendo schierato da Rafael Benítez negli ultimi minuti della partita pareggiata 0-0 in casa contro il Deportivo La Coruña. L'8 dicembre segna il primo gol in Champions League nella partita vinta per 3-1 contro i greci dell'Olympiakos. Pur non venendo mai schierato nella fase ad eliminazione diretta contribuisce alla vittoria del Liverpool, che si aggiudica il trofeo battendo in finale ad Istanbul il Milan in rimonta. Conclude la stagione 2005-2006 nel Blackburn Rovers, esordendo il 15 febbraio contro il Sunderland. Segna l'unico gol con la maglia dei Rovers il 5 marzo contro il Tottenham Hotspur.
Nella stagione successiva si trasferisce in prestito Spagna al Recreativo Huelva dove comincia a giocare con continuità migliorando anche la sua vena realizzativa. Debutta in Primera División il 10 settembre in casa del Villarreal. Il 24 settembre subentra a Antonio de la Calle al 74' nella partita giocata allo stadio Anoeta contro la Real Sociedad e al 90' segna il gol che regala la vittoria per 3-2 alla sua squadra. Va a segno anche nelle due giornate seguenti, contro Real Betis e Getafe. Conclude la prima stagione a Huelva da capocannoniere della squadra, grazie ai 12 gol segnati in 34 partite. Il Recreativo lo acquista per la cifra record di quattro milioni di Euro. Nella stagione successiva è di nuovo il miglior marcatore degli andalusi, con 10 gol in 34 partite. Per due volte realizza una doppietta, il 10 febbraio contro l'Espanyol e il 15 marzo contro il Real Murcia.
Il 26 giugno 2008 viene acquistato dall'Atlético Madrid, che versa nelle casse del Recreativo circa 10 milioni di euro e fa firmare al giocatore un quadriennale. Nella stagione 2008-2009 in totale gioca 42 partite e segna 6 gol. Il 31 agosto esordisce in campionato, nella partita vinta per 4-0 contro il Málaga e segna il quarto gol.
Il 20 settembre realizza una doppietta contro la sua ex squadra, il Recreativo. In campionato colleziona 29 presenze e 5 gol.
Il 26 dicembre 2009, chiuso da Diego Forlán e Sergio Agüero, passa allo Sporting Lisbona per una cifra intorno ai 5-6 milioni di €. Il 27 agosto 2010 il Real Saragozza annuncia l'acquisto dell'attaccante in prestito per una stagione. Esordisce con il Real Saragozza il 12 settembre 2010, nella partita persa alla Romareda contro il Málaga per 3-5. Il francese entra in campo al 36' del primo tempo, quando la sua squadra è in svantaggio di cinque gol, al posto di Jorge López Montaña. Il 2 ottobre in pochi minuti segna una doppietta contro lo Sporting Gijón che permette di rimontare due gol di svantaggio e porta il vantaggio sul definitivo 2-2. Il 29 gennaio 2011, nella partita vinta per 2-1 in casa del Málaga, segna il gol della vittoria nel finale. Finita la stagione, in cui colleziona 24 presenze e 4 reti, torna a Lisbona.
Il 26 giugno 2011 il Saint-Étienne ufficializza il suo acquisto. Il 30 agosto 2012 lo Sporting Lisbona comunica l'accordo per la rescissione del contratto. Il 5 settembre 2012, da svincolato, viene ingaggiato dal Rostov, club militante in Prem'er-Liga. Il 6 agosto 2014 passa ai Chicago Fire, firmando un contratto di 1 anno. Il 28 gennaio 2015 passa in prestito al Losanna.
Il 27 novembre 2015, viene acquistato dal Dundee United con un contratto valido fino al termine della stagione, dopo esser stato svincolato dal Losanna. La sua esperienza, non è del tutto esaltante, perché il giocatore scenderà in campo per sole 4 volte.
Il 3 luglio 2016, sarà ceduto a titolo gratuito al Chainat, club militante nella Thai League 1, la massima divisione del campionato thailandese. L'attaccante francese esordirà nella gara esterna contro il Chonburi, persa per 2-7. All'inizio di novembre, nonostante la retrocessione del club in Thai League 2, deciderà di rinnovare il proprio contratto fino al 2018. Durante la sua esperienza in Asia, totalizzerà 62 presenze andando a segno 33 volte.
Il 2 febbraio 2019, tornerà al Saint-Pierroise dopo 18 anni, assieme all'attaccante uruguaiano Diego Silva, che ha fatto lo stesso trasferimento dalla Thailandia. Il giocatore ha contribuito a far diventare la propria squadra il primo club Outre-Mer a raggiungere gli ottavi di finale della Coupe de France, segnando una tripletta nel quarto round, vinto per 9-1 contro l'ES Étang Salé.
Il calciatore francese si è ritirato dal calcio giocato il 1⁰ luglio 2019.

## Statistiche

### Presenze e reti nei club
Statistiche aggiornate al 30 giugno 2016.
| Stagione                 | Squadra                  | Campionato               | Campionato | Campionato | Coppe nazionali | Coppe nazionali | Coppe nazionali | Coppe continentali | Coppe continentali | Coppe continentali | Altre coppe | Altre coppe | Altre coppe | Totale | Totale |
| Stagione                 | Squadra                  | Comp                     | Pres       | Reti       | Comp            | Pres            | Reti            | Comp               | Pres               | Reti               | Comp        | Pres        | Reti        | Pres   | Reti   |
| ------------------------ | ------------------------ | ------------------------ | ---------- | ---------- | --------------- | --------------- | --------------- | ------------------ | ------------------ | ------------------ | ----------- | ----------- | ----------- | ------ | ------ |
| 2001-2002                | Le Havre                 | D2                       | 11         | 2          | CF+CdL          | 1+1             | 0+1             | -                  | -                  | -                  | -           | -           | -           | 13     | 3      |
| 2002-2003                | Le Havre                 | L1                       | 31         | 5          | CF+CdL          | 2+0             | 1               | -                  | -                  | -                  | -           | -           | -           | 33     | 6      |
| Totale Le Havre          | Totale Le Havre          | Totale Le Havre          | 42         | 7          |                 | 4               | 2               |                    | -                  | -                  |             | -           | -           | 46     | 9      |
| 2003-2004                | Liverpool                | PL                       | 15         | 2          | FACup+CdL       | 3+2             | 0               | CU                 | 3                  | 0                  | -           | -           | -           | 23     | 2      |
| 2004-2005                | Liverpool                | PL                       | 16         | 2          | FACup+CdL       | 1+5             | 0+1             | UCL                | 4                  | 1                  | -           | -           | -           | 26     | 4      |
| 2005-gen. 2006           | Liverpool                | PL                       | 7          | 0          | FACup+CdL       | 1+1             | 2+0             | UCL                | 4                  | 1                  | SU+Cmc      | 1+2         | 0           | 16     | 3      |
| gen.-giu. 2006           | Blackburn                | PL                       | 10         | 1          | FACup+CdL       | -               | -               | -                  | -                  | -                  | -           | -           | -           | 10     | 1      |
| ago. 2006                | Liverpool                | PL                       | 0          | 0          | FACup+CdL       | 0               | 0               | UCL                | 0                  | 0                  | CS          | 1           | 0           | 1      | 0      |
| Totale Liverpool         | Totale Liverpool         | Totale Liverpool         | 38         | 4          |                 | 13              | 3               |                    | 11                 | 2                  |             | 4           | 0           | 66     | 9      |
| 2006-2007                | Recreativo Huelva        | PD                       | 34         | 12         | CR              | 1               | 0               | -                  | -                  | -                  | -           | -           | -           | 35     | 12     |
| 2007-2008                | Recreativo Huelva        | PD                       | 34         | 10         | CR              | 3               | 0               | -                  | -                  | -                  | -           | -           | -           | 37     | 10     |
| Totale Recreativo Huelva | Totale Recreativo Huelva | Totale Recreativo Huelva | 68         | 22         |                 | 4               | 0               |                    | -                  | -                  |             | -           | -           | 72     | 22     |
| 2008-2009                | Atlético Madrid          | PD                       | 30         | 5          | CR              | 4               | 1               | UCL                | 9                  | 0                  | -           | -           | -           | 43     | 6      |
| 2009-gen. 2010           | Atlético Madrid          | PD                       | 10         | 0          | CR              | 2               | 1               | UCL                | 3                  | 0                  | -           | -           | -           | 15     | 1      |
| Totale Atlético Madrid   | Totale Atlético Madrid   | Totale Atlético Madrid   | 40         | 5          |                 | 6               | 2               |                    | 12                 | 0                  |             | -           | -           | 58     | 7      |
| gen.-giu. 2010           | Sporting Lisbona         | PL                       | 5          | 1          | CP+CdL          | 1+1             | 0               | -                  | -                  | -                  | -           | -           | -           | 7      | 1      |
| ago. 2010                | Sporting Lisbona         | PL                       | 0          | 0          | CP+CdL          | 0               | 0               | UEL                | 1                  | 0                  | -           | -           | -           | 1      | 0      |
| Totale Sporting Lisbona  | Totale Sporting Lisbona  | Totale Sporting Lisbona  | 5          | 1          |                 | 2               | 0               |                    | 1                  | 0                  |             | -           | -           | 8      | 1      |
| ago. 2010-2011           | Real Saragozza           | PD                       | 24         | 4          | CR              | 0               | 0               | -                  | -                  | -                  | -           | -           | -           | 24     | 4      |
| 2011-2012                | Saint-Étienne            | L1                       | 23         | 4          | CF+CdL          | 1+1             | 0               | -                  | -                  | -                  | -           | -           | -           | 25     | 4      |
| 2012-2013                | Rostov                   | PL                       | 10         | 1          | KR              | 1               | 0               | -                  | -                  | -                  | -           | -           | -           | 11     | 1      |
| 2013-2014                | Rostov                   | PL                       | 8          | 1          | KR              | 3               | 0               | -                  | -                  | -                  | -           | -           | -           | 11     | 1      |
| Totale Rostov            | Totale Rostov            | Totale Rostov            | 18         | 2          |                 | 4               | 0               |                    | -                  | -                  |             | -           | -           | 22     | 2      |
| 2014                     | Chicago Fire             | MLS                      | 7          | 1          | USOC            | -               | -               | -                  | -                  | -                  | -           | -           | -           | 7      | 1      |
| gen.-giu. 2015           | Losanna                  | SL                       | 0          | 0          | CS              | -               | -               | -                  | -                  | -                  | -           | -           | -           | 0      | 0      |
| 2015-2016                | Dundee Utd               | SP                       | 4          | 0          | SC+CdL          | 0               | 0               | -                  | -                  | -                  | -           | -           | -           | 4      | 0      |
| Totale carriera          | Totale carriera          | Totale carriera          | 279        | 51         |                 | 35              | 7               |                    | 24                 | 2                  |             | 4           | 0           | 342    | 60     |

### Cronologia presenze e reti in nazionale
| Cronologia completa delle presenze e delle reti in nazionale ― Francia | Cronologia completa delle presenze e delle reti in nazionale ― Francia | Cronologia completa delle presenze e delle reti in nazionale ― Francia | Cronologia completa delle presenze e delle reti in nazionale ― Francia | Cronologia completa delle presenze e delle reti in nazionale ― Francia | Cronologia completa delle presenze e delle reti in nazionale ― Francia | Cronologia completa delle presenze e delle reti in nazionale ― Francia | Cronologia completa delle presenze e delle reti in nazionale ― Francia |
| Data                                                                   | Città                                                                  | In casa                                                                | Risultato                                                              | Ospiti                                                                 | Competizione                                                           | Reti                                                                   | Note                                                                   |
| ---------------------------------------------------------------------- | ---------------------------------------------------------------------- | ---------------------------------------------------------------------- | ---------------------------------------------------------------------- | ---------------------------------------------------------------------- | ---------------------------------------------------------------------- | ---------------------------------------------------------------------- | ---------------------------------------------------------------------- |
| 14-10-2008                                                             | Saint-Denis                                                            | Francia                                                                | 3 – 1                                                                  | Tunisia                                                                | Amichevole                                                             | -                                                                      | 68’                                                                    |
| Totale                                                                 |                                                                        | Presenze                                                               | 1                                                                      |                                                                        | Reti                                                                   | 0                                                                      |                                                                        |

## Palmarès

### Club

#### Competizioni nazionali
- Community Shield: 1

Liverpool: 2006
- Coppa d'Inghilterra: 1

Liverpool: 2005-2006
- Coppa di Russia: 1

Rostov: 2013-2014

#### Competizioni internazionali
- UEFA Champions League: 1

Liverpool: 2004-2005
- Supercoppa UEFA: 1

Liverpool: 2005

### Nazionale
- Campionato mondiale Under-17: 1

2001

### Individuale
- Scarpa d'oro del Mondiale Under-17: 1

2001 (9 gol)
- Pallone d'oro del Mondiale Under-17: 1

2001